# Litifredo
Litifredo (Novara, ... – Novara, 18 maggio 1151) è stato un vescovo cattolico italiano.

## Biografia
Litifredo proveniva da una famiglia novarese di origini probabilmente longobarde (era definito discendente della famiglia di capitani dei "de sancto Petro") ed era figlio di Litifredo, nonché nipote di Oddone (1091 -1127), prevosto della Cattedrale di Novara.
Intrapresa la carriera ecclesiastica, nel 1118 fu nominato arcidiacono.
Nel 1123 fu eletto vescovo di Novara. Una volta ottenuto il governo della diocesi, si schierò in favore di Lotario di Supplimburgo contro l'imperatore reggente Corrado III di Svevia ed aderì al pensiero di papa Innocenzo II che in quegli anni si scagliava contro lo scisma anacletiano. Nel 1135 partecipò all'elezione del nuovo arcivescovo di Milano, Robaldo.
Per quanto riguarda l'amministrazione della diocesi che gli venne affidata, a Novara riformò le circoscrizioni delle pievi del Novarese, impose ai canonici della città l'abitazione all'interno del chiostro della cattedrale e consacrò numerose chiese in tutto il territorio diocesano.
Nel 1132 si onorò di ospitare lo stesso papa Innocenzo II, di ritorno da un suo viaggio in Francia, il quale consacrò per l'occasione la neo-eretta cattedrale romanica della città.
Morì a Novara il 18 maggio 1151.
Nella documentazione della cattedrale, il suo nome viene indicato con inchiostro rosso, segno inequivocabile dell'importanza del personaggio, che viene anche accompagnato dal motto Vive in Cristo gemma dei sacerdoti.